# بريان لوبيز
بريان لوبيز (بالإنجليزية: Bryan Lopez)‏ (12 يونيو 1988 في الولايات المتحدة - ) هو لاعب كرة قدم أمريكي في مركز حراسة المرمى. لعب مع بريزيدينتي هاييس وسبورتيفو لوكوينو وFC Motown ‏ وClub Sportivo San Lorenzo ‏ وClub Fernando de la Mora ‏.

## وصلات خارجية
- بريان لوبيز على موقع قاعدة بيانات كرة القدم.إي يو (الإنجليزية)
- بريان لوبيز على موقع Soccerway.com (الإنجليزية)
- بريان لوبيز على موقع عالم كرة القدم.نت (الإنجليزية)